# Karlesspitze
Karlesspitze – szczyt w Alpach Ötztalskich, części Centralnych Alp Wschodnich. Leży na granicy między Austrią (Tyrol) a Włochami (Południowy Tyrol). Od wschodu szczyt przykrywa lodowiec Gurgler Ferners, a od zachodu Schalfferner.
Szczyt można zdobyć drogami ze schroniska Martin-Busch-Hütte (2501 m) lub Hochwildehaus (2883 m). Pierwszego wejścia dokonali A. Marshall, B. Grüner i P. Gstrein w 1869 r.